# Copa Paz del Chaco 2003
Copa Paz del Chaco 2003 – mecz towarzyski o puchar Paz del Chaco odbył się po raz jedenasty w 2003 roku. W spotkaniu po raz pierwszy uczestniczyły zespoły juniorskie: Paragwaju U-20 i Boliwii U-23.

## Mecze
| 12 czerwca Villamontes |  | Boliwia U-23 | 1 | - | 3 | Paragwaj U-20 |

Triumfatorem turnieju Copa Paz del Chaco 1999 został zespół Paragwaju U-20.